# Krustentiere

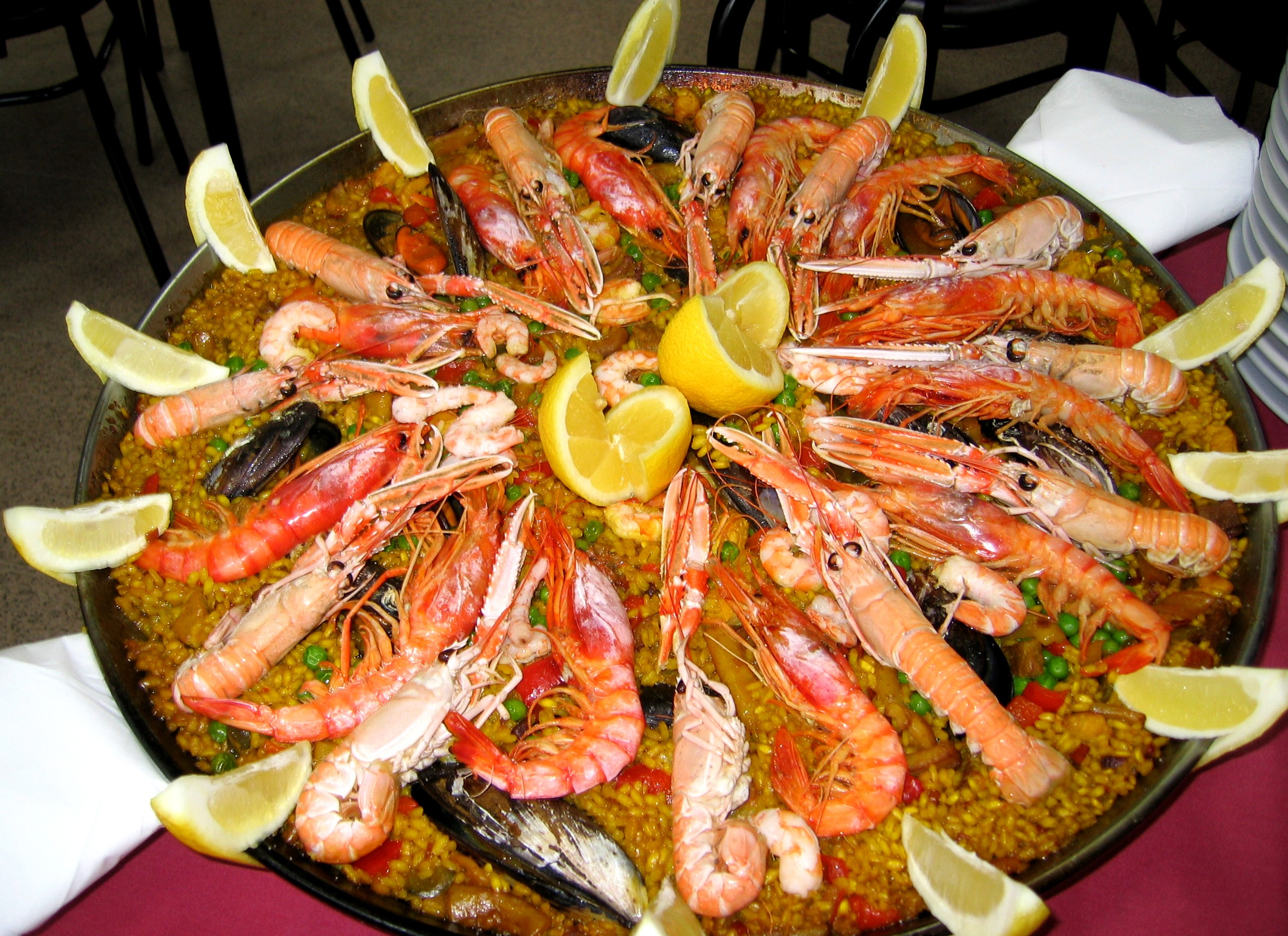
Paella de marisco mit Kaisergranaten und Garnelen

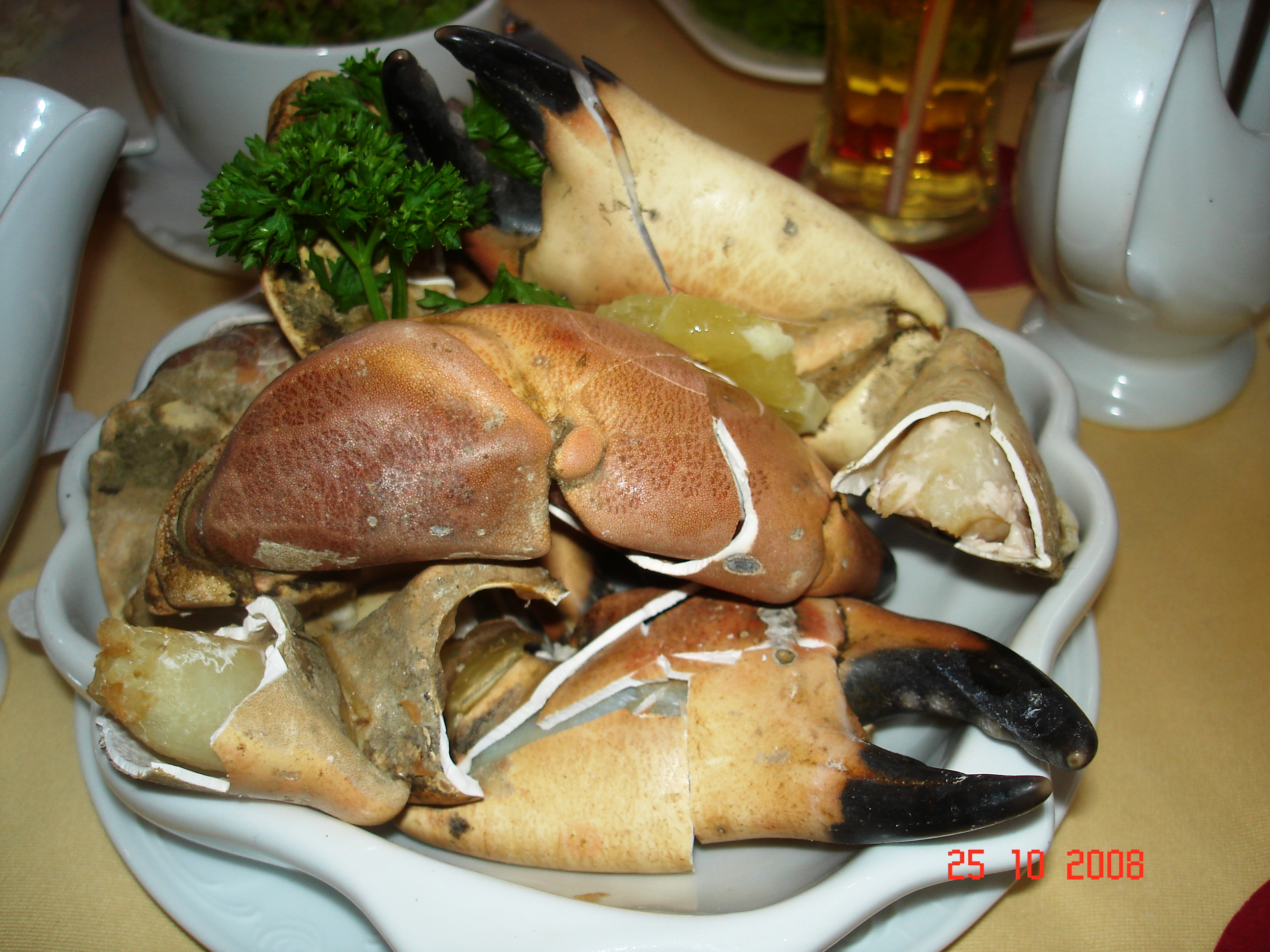
Helgoländer Knieper – aus Scheren des Taschenkrebses

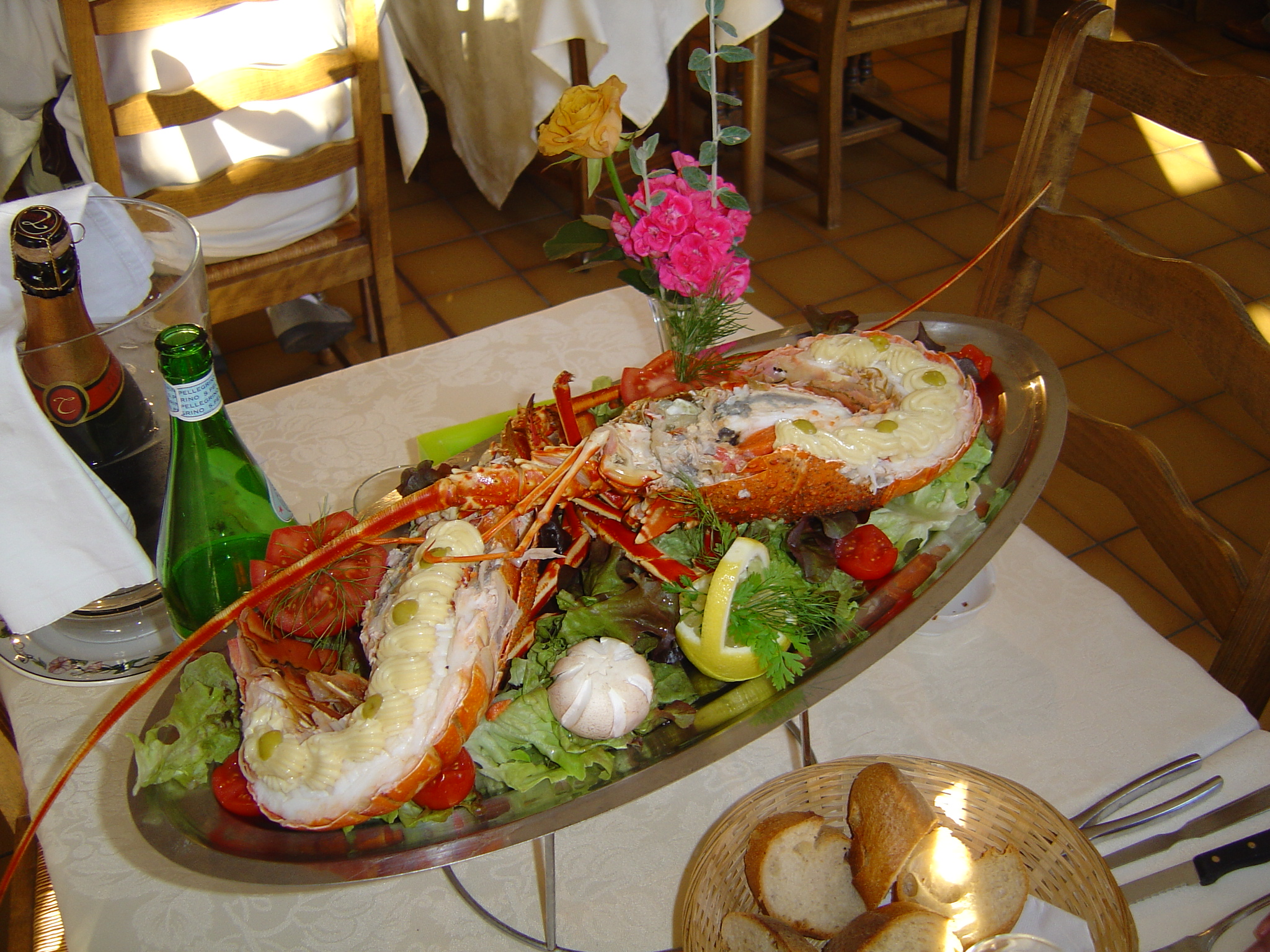
Zubereitete Languste

Krustentiere sind in der Küchensprache die als Lebensmittel genutzten Krebstiere (Crustacea). In der Kochkunst hat sich der Begriff Krustentiere gegenüber dem Begriff Krebstiere durchgesetzt. Oft werden sie in Kochbüchern auch zusammen mit Schalentieren der Kategorie Schalen- und Krustentiere zugeordnet (zuweilen auch Krusten- und Schalentiere). Im englischen Sprachraum werden unter dem Begriff shellfish Schalen- und Krustentiere sowie im Wasser lebende Stachelhäuter und Weichtiere zusammengefasst; es besteht eine gewisse Schnittmenge mit den Meeresfrüchten.
Die in Europa meistverkauften Krustentiere sind Garnelen. Bis auf wenige Ausnahmen zählen alle Krustentiere zur Ordnung der Zehnfußkrebse („Zehnfüßer“; Decapoda). Die Krustentiere haben ihr Verbreitungsgebiet und ihren Lebensraum wie bei den Fischen sowohl im Salzwasser als auch im Süßwasser. Neben den Garnelen werden Arten der Hummerartigen, Langusten, Bärenkrebse, sowie die im Süßwasser lebenden Flusskrebse und Parastacidae als Lebensmittel genutzt. Wesentlich seltener im Gebrauch sind Krabben, etwa der Taschenkrebs. Nicht zu den Zehnfußkrebsen gehörende Krustentiere werden nur in geringen Mengen verzehrt, etwa Krill oder Fangschreckenkrebse.

## Begriffsvielfalt

### Garnelen

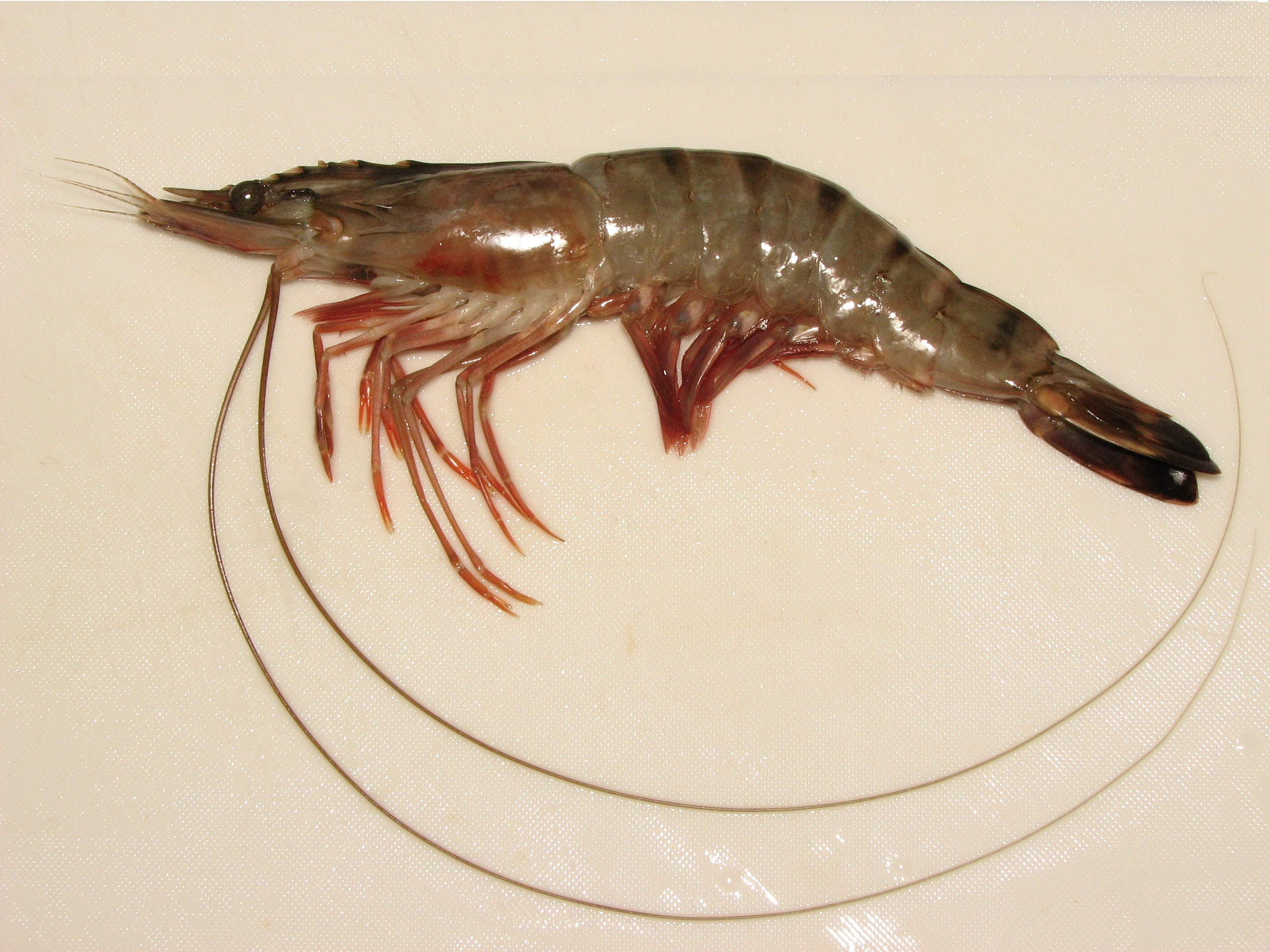
„Giant tiger prawn“ Penaeus monodon

Garnelen werden im Handel unter diversen Namen angeboten, meist unter den englischen Begriffen „prawn“ oder „shrimp“. Wobei die Unterscheidung nicht klar definiert ist und sich auf die Größe der Tiere bezieht, „prawns“ sind im Allgemeinen größer. Besonders große Exemplare werden auch als „King-“ bzw. „Jumbo prawn“ angeboten. In den USA ist die Bezeichnung „shrimp“ wesentlich gebräuchlicher als „prawn“, während das Gegenteil in den Ländern des Commonwealth der Fall ist. In Spanien werden Garnelen als Gambas bezeichnet, auf Italienisch je nach Größe Gamberone (groß) oder Gamberetti (klein). „Scampi“ ist eigentlich die italienische Bezeichnung für Kaisergranate, wird im deutschen Sprachraum auch für Garnelen genutzt.
Die Bezeichnung „Pazifikgarnelen“ bezieht sich auf unterschiedliche, zum Teil auch im Indischen Ozean beheimatete Penaeus-Arten, wie zum Beispiel „Schwarze Tigergarnelen“ (Penaeus monodon). „Eismeershrimps“ beziehungsweise „Eismeergarnelen“ und „Grönlandkrabben“ aus dem Nordatlantik und Nordpazifik gehören überwiegend zur Art Pandalus borealis. Die großen „Party-Gambas“ und „Riesengarnelen“ (engl. „Kingprawns“) sind meist der Art Litopenaeus vannamei zuzuordnen und stammen überwiegend aus indonesischer oder thailändischer Zucht.
Die bekannteste Art von Süßwassergarnelen, die gezüchtet und im Handel angeboten werden, sind Rosenberggarnelen (Macrobrachium rosenbergii). Die im Handel anzutreffende Bezeichnung „Nordseekrabbe“ ist zoologisch falsch, da es sich nicht um eine Krabbe, sondern um eine Garnele, die Nordseegarnele, handelt. Weitere Bezeichnungen für die Nordseegarnelen sind „Strandgarnelen“, „Granat“, „Krevetten“ (von franz. „crevette“ – dort auch allgemein für Garnelen), „Porre“, „Knat“ oder „Graue Krabben“.

### Hummerartige

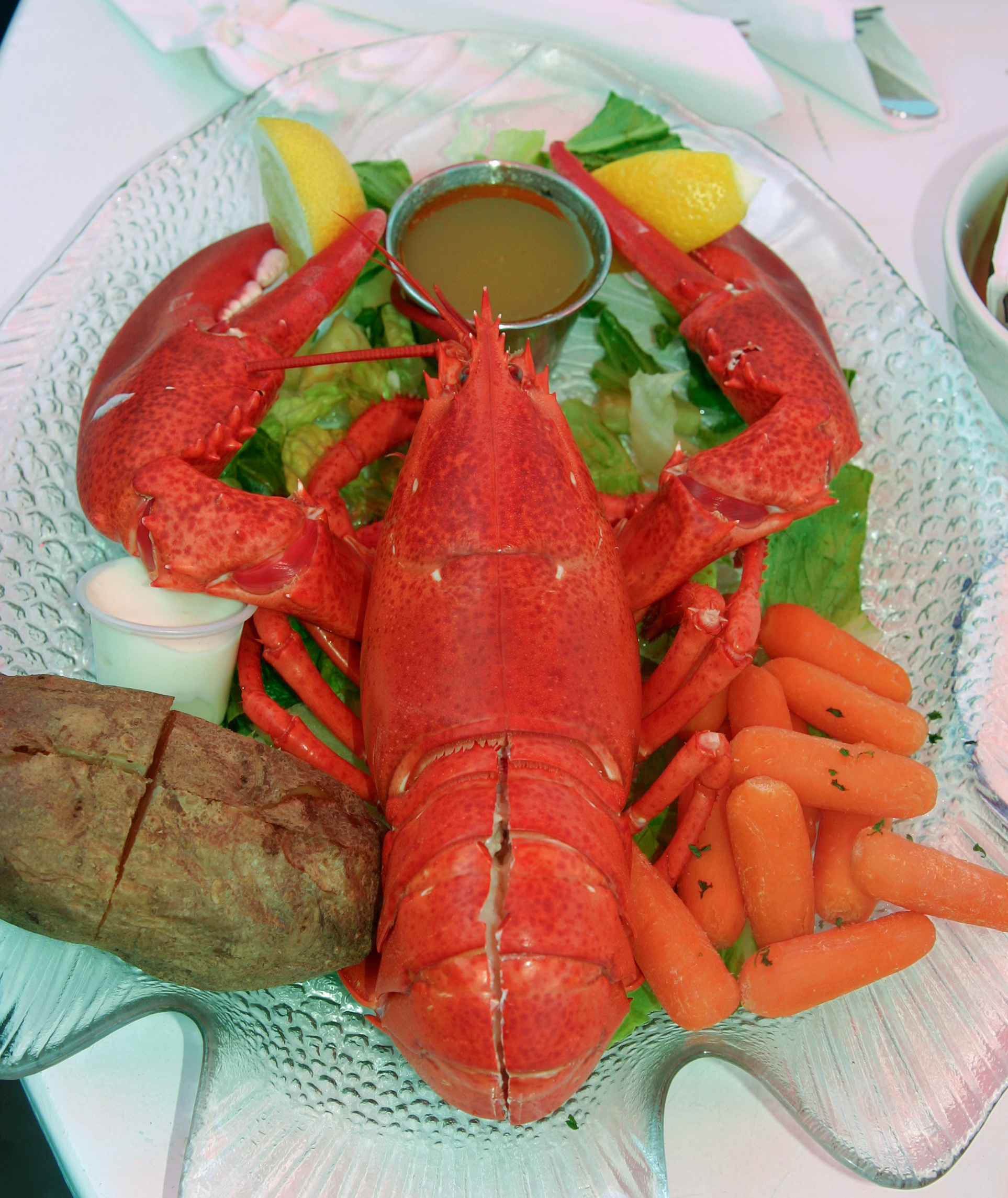
Angerichteter Hummer

Von den Hummerartigen werden vor allem Europäischer und Amerikanischer Hummer, der Kaisergranat und der Japanische Hummer als Lebensmittel genutzt. Sie haben ausgeprägte Scheren; ihr Vorderkörper ist im Vergleich zu den Garnelen viel stärker entwickelt. Auf Französisch heißt der Kaisergranat „Langoustine“, was ihn sprachlich in die Nähe der viel teureren Languste bringt. Im deutschen Sprachraum werden aus dem gleichen Grund die Schwänze des Kaisergranats gerne als „Langustenschwänze“ angeboten. Ebenso irreführend ist die Bezeichnung „Kaiserhummer“ für den Kaisergranat. „Hummerkrabben“ sind Tiefseegarnelen.

## Lebensmittelallergien auf Krustentiere
Sehr viele Menschen haben eine Nahrungsmittelallergie auf Krustentiere (Krustazeenallergie). Sie tritt häufiger bei Erwachsenen als bei Kindern auf, da Kinder seltener Krustentiere essen. Kinder haben häufiger eine Allergie auf Fisch. In den USA sind Allergien auf shellfish (Schalen- und Krustentiere) die am meisten verbreitete Allergieart unter Erwachsenen. Meist manifestiert sich diese Allergie erst im Erwachsenenalter. Unter den Erwachsenen sind mehr Frauen als Männer von dieser Allergie betroffen. Unter Kindern sind Jungen mehr von dieser Allergieform betroffen.
In den USA gehört shellfish zu den acht häufigsten Nahrungsmittelallergenen. Laut einer Umfrage sind 2 Prozent der US-amerikanischen Bevölkerung allergisch auf shellfish (2,3 Prozent auf seafood). Das sind doppelt so viele, wie auf Erdnüsse allergisch reagieren. Das Bestehen von jeglicher Art von Allergien in der Familie ist ein Risikofaktor für die Entstehung einer Allergie auf Krustentiere.
Allergien auf Schalen- und Krustentiere sind im Vergleich zu anderen Nahrungsmittelallergien die häufigste Ursache für einen allergischen Schock (Anaphylaxie).
Obwohl Schalentiere (Muscheln, Austern usw.) und Krustentiere in ihrer biologischen Verwandtschaft relativ weit auseinanderliegen, gibt es sehr häufig Kreuzallergien zwischen Krustentierallergien und Schalentierallergien, da sie ähnliche Proteine enthalten. Das Muskelprotein Tropomyosin ist das auslösende Allergen. Tropomyosin ist ein wichtiges Muskelstrukturprotein bei den Gliederfüßern.
Das größte allergieauslösende Potential haben Garnelen (Garnelenallergie), aber auch Hummer (Hummerallergie), Langusten (Langustenallergie), Krebse und Muscheln sind starke Allergieauslöser. Die Allergie muss nicht auf eine Art beschränkt bleiben, sondern sie kann sich auf weitere Krustentiere ausdehnen, da es kreuzreagierende Allergene innerhalb der Krebstiere gibt. Ebenso treten die oben erwähnten Kreuzallergien zwischen Schalen- und Krustentieren auf; auch Kreuzallergien auf Fisch (Fischallergie); Küchenschaben und besonders auf Milben (Hausstauballergie) sind nicht selten.
Diese allergischen Reaktionen setzen sofort nach dem Verzehr ein und sind hauptsächlich durch Immunglobulin E (IgE) vermittelt. Der Schweregrad der allergischen Reaktionen kann unterschiedlich sein. Bei milden Verlaufsformen sind Nesselsucht (Urtikaria), eine verstopfte Nase, gastrointestinale Beschwerden, respiratorische Symptome und/oder Kreislaufreaktionen zu beobachten, bei schweren Verläufen treten lebensbedrohliche allergische Symptome (Anaphylaxie) auf.
Eine effektive Behandlung dieser Allergie ist nicht möglich. Wegen der häufig auftretenden Kreuzallergien ist der Verzehr sowohl von Schalentieren als auch von Krustentieren zu meiden. In der EU besteht deshalb eine Pflicht zur Allergenkennzeichnung, die neben Fisch auch Schalen- und Krustentiere umfasst: Krebstiere und Krebstiererzeugnisse sind laut Richtlinie „RL 2003/89/EG“ („Anhang III a der Richtlinie 2000/13/EG“) deklarationspflichtige Allergene. Weichtiere (Mollusken) und Weichtiererzeugnisse, wie z. B. Schnecken, Muscheln oder Austern wurden später zusätzlich in die Richtlinie „RL 2006/142/EG“ aufgenommen. Die letzte Änderung von „Anhang III a der Richtlinie 2000/13/EG“ liegt in Form der Richtlinie „RL 2007/68/EG“ vor. Jedoch bezieht sich diese Richtlinie nur auf die Kennzeichnung von verpackten Lebensmitteln, nicht aber auf unverpackte Lebensmittel.
In den USA sind Schalen- und Krustentiere (shellfish) ebenfalls als Allergene kennzeichnungspflichtig. Der „Food Allergen Labeling and Consumer Protection Act“ (FALCPA) regelt, dass Krustentiere, nicht jedoch Weichtiere, auf Etiketten deutlich in der Liste der Inhaltsstoffe gekennzeichnet sein müssen.
Schalen- und Krustentiere sind gewöhnlich keine versteckten Bestandteile in Lebensmitteln. Probleme können sich jedoch beim Essen in Restaurants ergeben. Besonders in der ostasiatischen Küche (chinesisches, thailändisches, japanisches oder vietnamesisches Essen) sind Schalen- und Krustentiere weit verbreitet. In solchen Restaurants besteht dann auch die Gefahr einer Kreuzkontamination (z. B. Grillen von Fleisch und Krustentieren auf demselben Grill) oder einer einfachen Verwechslung bzw. falschen Angaben des Servicepersonals aus Unkenntnis. Das Problem ist, dass bereits kleinste Mengen von Krustentieren bei Menschen mit einer entsprechenden Allergie schwerste Reaktionen auslösen können. Einige Menschen reagieren bereits allergisch, wenn sie Krustentiere nur berühren oder Dampf von kochenden Krustentieren einatmen.
Stark gefährdeten Personen, die bereits schwere allergische Reaktionen gezeigt haben, wird geraten, einen entsprechenden Allergiepass und Adrenalin zur Notfallbehandlung mit sich zu führen.

### Surimi

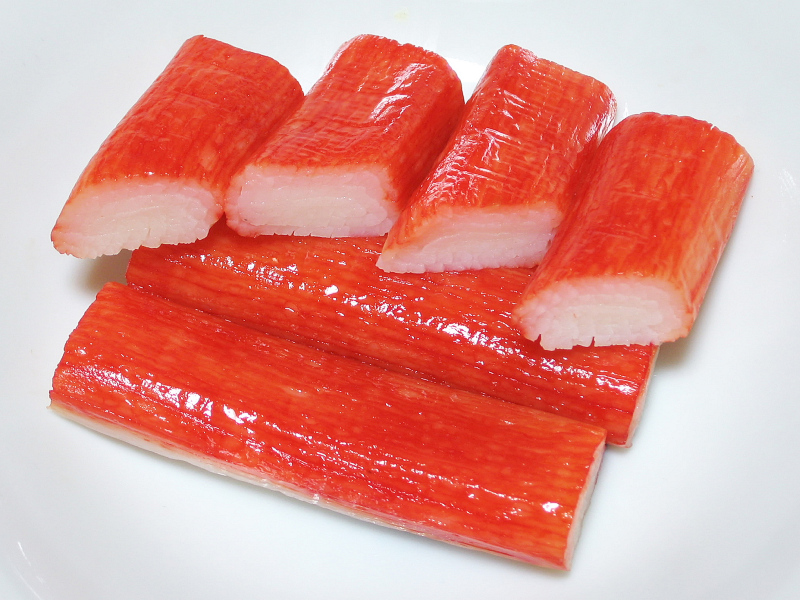
Surimi

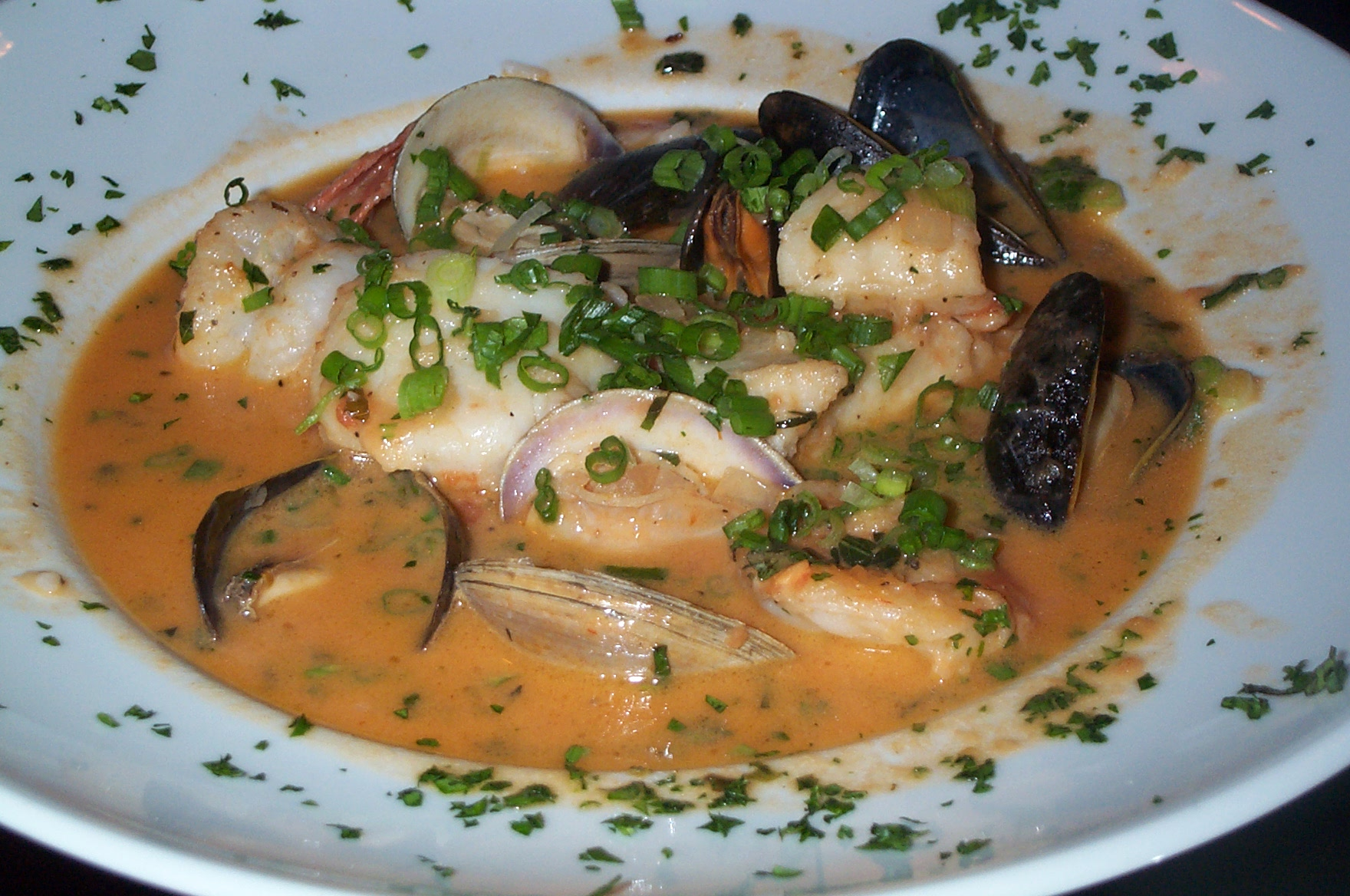
Brasilianische Bouillabaisse

Auch Surimi, ein Krebsfleischimitat, enthält häufig Extrakte aus Krustentieren, um es dekorativ einzufärben; diese sind auf dem Etikett vermerkt. In diesem Fall ist es für Allergiker ungeeignet.

### Glucosamin
Ein Problem kann sich bei der Einnahme von Glucosamin ergeben. Glucosamin wird in Kombination mit Chondroitin zur Linderung von Arthrose eingenommen. Da Glucosamin häufig aus dem chitinen Außenskelett (Exoskelett) der Krustentiere gewonnen wird, ist eine allergische Reaktion bei sensibilisierten Personen denkbar. Da die allergieauslösenden Proteine jedoch nicht im Außenskelett zu finden sind, scheint auch für Allergiker die Einnahme von Glucosamin unbedenklich.